# Reinis Bērziņš
Reinis Bērziņš (ur. 10 lipca 2001 w Rydze) – łotewski łyżwiarz szybki specjalizujący się w short tracku, olimpijczyk z Pekinu 2022.
Mieszka w Ozolniekach.

## Kariera
Początkowo chciał grać w hokeja na lodzie, jednak lokalnemu lodowisku nie udało się założyć drużyny hokejowej. Poznał wówczas byłą olimpijkę i trenerkę short tracku Evitę Krievāne i rozpoczął trenować tę dyscyplinę.
W 2018 w wyniku problemów łotewskiej reprezentacji rozpoczął treningi w Utrechcie. Początkowo ze względu na obowiązki szkolne trenował w Holandii tylko latem. Od 2020 trenuje tam w pełnym wymiarze godzin.

## Wyniki

### Igrzyska olimpijskie
- Pekin 2022
  - 1500 m – 15. miejsce

### Mistrzostwa świata
- Sofia 2019
  - 500 m - 43. miejsce
  - 1000 m - 31. miejsce
  - 1500 m - 34. miejsce
  - wielobój - 40. miejsce
- Dordrecht 2021
  - 500 m - 45. miejsce
  - 1000 m - 25. miejsce
  - 1500 m - 8. miejsce
  - wielobój - 25. miejsce

### Mistrzostwa Europy
- Drezno 2018
  - sztafeta mężczyzn 5000 m - 7. miejsce
- Dordrecht 2019
  - 500 m - 19. miejsce
  - 1000 m - 25. miejsce
  - 1500 m - 36. miejsce
  - wielobój - 27. miejsce
  - sztafeta mężczyzn 5000 m - 7. miejsce
- Debreczyn 2020
  - 500 m - 13. miejsce
  - 1000 m - 21. miejsce
  - 1500 m - 28. miejsce
  - wielobój - 19. miejsce
  - sztafeta mężczyzn 5000 m - 12. miejsce
- Gdańsk 2021
  - 500 m - 46. miejsce
  - 1000 m - 25. miejsce
  - 1500 m - 46. miejsce
  - wielobój - 43. miejsce
  - sztafeta mężczyzn 5000 m - 7. miejsce

### Mistrzostwa świata juniorów
- Tomaszów Mazowiecki 2018
  - 500 m - 38. miejsce
  - 1000 m - 41. miejsce
  - 1500 m - 45. miejsce
  - wielobój - 38. miejsce
- Montreal 2019
  - 500 m - dyskwalifikacja
  - 1000 m - 25. miejsce
  - 1500 m - 44. miejsce
- Bormio 2020
  - 500 m - 27. miejsce
  - 1000 m - 19. miejsce
  - 1500 m - 13. miejsce